# Georg Linnamäe
Georg Linnamäe (Tartu, 8 luglio 1998) è un pilota di rally estone.

## Carriera
Linnamäe fa il suo esordio nel Campionato del mondo Rally nel 2019 quando prende parte, in equipaggio con Korsia Volodymyr, al Rally del Portogallo conclusosi in trentesima posizione. Nel 2024, in occasione del Rally di Svezia conquista, con il co-pilota Morgan James, i primi punti iridati e il podio nella categoria WRC-2.

## Vittorie nei rally

### Vittorie nel WRC-2 Junior
| # | Anno | Evento          | Co-pilota    | Auto                   | Squadra        |
| - | ---- | --------------- | ------------ | ---------------------- | -------------- |
| 1 | 2022 | Rally di Svezia | James Morgan | Volkswagen Polo GTI R5 | ALM Motorsport |

### Vittorie nell'ERC
| # | Stagione | Evento          | Co-pilota    | Auto                   | Squadra      |
| - | -------- | --------------- | ------------ | ---------------------- | ------------ |
| 1 | 2024     | Rally d'Estonia | James Morgan | Toyota GR Yaris Rally2 | RedGrey Team |

### Vittorie in altri Rally
| # | Stagione | Campionato        | Evento                  | Co-pilota    | Auto                   |
| - | -------- | ----------------- | ----------------------- | ------------ | ---------------------- |
| 1 | 2022     | Campionato estone | SprintRalli Otepää Talv | James Morgan | Volkswagen Polo GTI R5 |
| 2 | 2023     | Campionato belga  | Rallye des Ardennes     | James Morgan | Hyundai i20 N Rally2   |
| 3 | 2023     | Campionato estone | Rally Estonia National  | James Morgan | Hyundai i20 N Rally2   |

## Risultati nel mondiale rally

### WRC
| 2019 | Scuderia       | Vettura        |  |  |  |  |  |  |    |  |  |  |  |  |    |  |  |  | Punti | Pos. |
| ---- | -------------- | -------------- |  |  |  |  |  |  | -- |  |  |  |  |  | -- |  |  |  | ----- | ---- |
| 2019 | ALM Motorsport | Peugeot 208 R2 |  |  |  |  |  |  | 30 |  |  |  |  |  | 35 |  |  |  | 0     |      |

| 2020 | Scuderia       | Vettura                               |  |    |  |    |  |  |  |  |  |  |  |  |  |  |  |  | Punti | Pos. |
| ---- | -------------- | ------------------------------------- |  | -- |  | -- |  |  |  |  |  |  |  |  |  |  |  |  | ----- | ---- |
| 2020 | ALM Motorsport | Peugeot 208 R2 Volkswagen Polo GTI R5 |  | 38 |  | 42 |  |  |  |  |  |  |  |  |  |  |  |  | 0     |      |

| 2021 | Scuderia       | Vettura                                       |  |    |  |  |     |  |    |  |    |    |    |    |  |  |  |  | Punti | Pos. |
| ---- | -------------- | --------------------------------------------- |  | -- |  |  | --- |  | -- |  | -- | -- | -- | -- |  |  |  |  | ----- | ---- |
| 2021 | ALM Motorsport | Volkswagen Polo GTI R5 Škoda Fabia Rally2 evo |  | 37 |  |  | Rit |  | 18 |  | 15 | 17 | 21 | 20 |  |  |  |  | 0     |      |

| 2022 | Scuderia       | Vettura                |  |    |    |     |     |  |    |  |     |    |  |    |  |  |  |  | Punti | Pos. |
| ---- | -------------- | ---------------------- |  | -- | -- | --- | --- |  | -- |  | --- | -- |  | -- |  |  |  |  | ----- | ---- |
| 2022 | ALM Motorsport | Volkswagen Polo GTI R5 |  | 11 | 37 | Rit | Rit |  | 15 |  | Rit | 21 |  | 23 |  |  |  |  | 0     |      |

| 2023 | Scuderia | Vettura              |  |    |  |    |    |    |  |    |    |     |  |     |  |  |  |  | Punti | Pos. |
| ---- | -------- | -------------------- |  | -- |  | -- | -- | -- |  | -- | -- | --- |  | --- |  |  |  |  | ----- | ---- |
| 2023 |          | Hyundai i20 N Rally2 |  | 12 |  | 32 | 41 | 25 |  | 39 | 12 | Rit |  | Rit |  |  |  |  | 0     |      |

| 2024 | Scuderia | Vettura                |  |   |  |     |    |    |    |  |    |    |  |  |  |  |  |  | Punti | Pos. |
| ---- | -------- | ---------------------- |  | - |  | --- | -- | -- | -- |  | -- | -- |  |  |  |  |  |  | ----- | ---- |
| 2024 |          | Toyota GR Yaris Rally2 |  | 7 |  | Rit | 15 | 52 | 12 |  | 10 | 44 |  |  |  |  |  |  | 7     | 20º  |

| 2025 | Scuderia | Vettura                |  |    |  |    |    |  |     |    |     |  |  |  |  |  |  |  | Punti | Pos. |
| ---- | -------- | ---------------------- |  | -- |  | -- | -- |  | --- | -- | --- |  |  |  |  |  |  |  | ----- | ---- |
| 2025 |          | Toyota GR Yaris Rally2 |  | 35 |  | 17 | 57 |  | Rit | 12 | Rit |  |  |  |  |  |  |  | 0     |      |

| Legenda | 1º posto | 2º posto | 3º posto | A punti | Senza punti | Ritirato | Squalificato | NP=Non partito C=Gara cancellata | Apice=Power stage |

### WRC-2
| 2021 | Scuderia       | Vettura                                       |  |   |  |  |     |  |   |  |   |   |   |  |  |  |  |  | Punti | Pos. |
| ---- | -------------- | --------------------------------------------- |  | - |  |  | --- |  | - |  | - | - | - |  |  |  |  |  | ----- | ---- |
| 2021 | ALM Motorsport | Volkswagen Polo GTI R5 Škoda Fabia Rally2 evo |  | 8 |  |  | Rit |  | 6 |  | 4 | 5 | 6 |  |  |  |  |  | 45    | 12º  |

| 2022 | Scuderia       | Vettura                |  |    |    |     |     |  |   |  |  |    |  |    |  |  |  |  | Punti | Pos. |
| ---- | -------------- | ---------------------- |  | -- | -- | --- | --- |  | - |  |  | -- |  | -- |  |  |  |  | ----- | ---- |
| 2022 | ALM Motorsport | Volkswagen Polo GTI R5 |  | 52 | 21 | Rit | Rit |  | 7 |  |  | 12 |  | 13 |  |  |  |  | 18    | 20º  |

| 2023 | Scuderia | Vettura              |  |   |  |    |    |  |  |    |   |     |  |     |  |  |  |  | Punti | Pos. |
| ---- | -------- | -------------------- |  | - |  | -- | -- |  |  | -- | - | --- |  | --- |  |  |  |  | ----- | ---- |
| 2023 |          | Hyundai i20 N Rally2 |  | 4 |  | 13 | 26 |  |  | 17 | 6 | Rit |  | Rit |  |  |  |  | 20    | 19º  |

| 2024 | Scuderia | Vettura                |  |   |  |  |   |    |   |  |   |    |  |  |  |  |  |  | Punti | Pos. |
| ---- | -------- | ---------------------- |  | - |  |  | - | -- | - |  | - | -- |  |  |  |  |  |  | ----- | ---- |
| 2024 |          | Toyota GR Yaris Rally2 |  | 3 |  |  | 8 | 27 | 4 |  | 5 | 19 |  |  |  |  |  |  | 41    | 12º  |

| 2025 | Scuderia | Vettura                |  |    |  |  |    |  |     |   |     |  |  |  |  |  |  |  | Punti | Pos. |
| ---- | -------- | ---------------------- |  | -- |  |  | -- |  | --- | - | --- |  |  |  |  |  |  |  | ----- | ---- |
| 2025 |          | Toyota GR Yaris Rally2 |  | 14 |  |  | 30 |  | Rit | 2 | Rit |  |  |  |  |  |  |  | 17    |      |

| Legenda | 1º posto | 2º posto | 3º posto | A punti | Senza punti | Ritirato | Squalificato | NP=Non partito C=Gara cancellata | Apice=Power stage |

### WRC-2 Junior/WRC-2 Challenger
| 2022 | Scuderia       | Vettura                |  |   |   |     |     |  |   |  |  |   |  |   |  |  |  |  | Punti | Pos. |
| ---- | -------------- | ---------------------- |  | - | - | --- | --- |  | - |  |  | - |  | - |  |  |  |  | ----- | ---- |
| 2022 | ALM Motorsport | Volkswagen Polo GTI R5 |  | 1 | 8 | Rit | Rit |  | 2 |  |  | 4 |  | 9 |  |  |  |  | 61    | 7º   |

| 2023 | Scuderia | Vettura              |  |   |  |   |    |  |  |    |   |     |  |     |  |  |  |  | Punti | Pos. |
| ---- | -------- | -------------------- |  | - |  | - | -- |  |  | -- | - | --- |  | --- |  |  |  |  | ----- | ---- |
| 2023 |          | Hyundai i20 N Rally2 |  | 2 |  | 9 | 20 |  |  | 14 | 4 | Rit |  | Rit |  |  |  |  | 32    | 12º  |

| 2024 | Scuderia | Vettura                |  |   |  |  |   |    |   |  |   |    |  |  |  |  |  |  | Punti | Pos. |
| ---- | -------- | ---------------------- |  | - |  |  | - | -- | - |  | - | -- |  |  |  |  |  |  | ----- | ---- |
| 2024 |          | Toyota GR Yaris Rally2 |  | 2 |  |  | 7 | 25 | 3 |  | 3 | 18 |  |  |  |  |  |  | 54    | 9º   |

| 2025 | Scuderia | Vettura                |  |    |  |  |    |  |     |   |     |  |  |  |  |  |  |  | Punti | Pos. |
| ---- | -------- | ---------------------- |  | -- |  |  | -- |  | --- | - | --- |  |  |  |  |  |  |  | ----- | ---- |
| 2025 |          | Toyota GR Yaris Rally2 |  | 12 |  |  | 26 |  | Rit | 2 | Rit |  |  |  |  |  |  |  | 17    |      |

| Legenda | 1º posto | 2º posto | 3º posto | A punti | Senza punti | Ritirato | Squalificato | NP=Non partito C=Gara cancellata | Apice=Power stage |

### WRC-3
| 2020 | Scuderia | Vettura                |  |  |  |    |  |  |  |  |  |  |  |  |  |  |  |  | Punti | Pos. |
| ---- | -------- | ---------------------- |  |  |  | -- |  |  |  |  |  |  |  |  |  |  |  |  | ----- | ---- |
| 2020 |          | Volkswagen Polo GTI R5 |  |  |  | 17 |  |  |  |  |  |  |  |  |  |  |  |  | 0     |      |

| Legenda | 1º posto | 2º posto | 3º posto | A punti | Senza punti | Ritirato | Squalificato | NP=Non partito C=Gara cancellata | Apice=Power stage |